# Giải Ivor Novello
Giải Ivor Novello (tên gốc: The Ivor Novello Awards) là giải thưởng dành cho sáng tác và soạn nhạc. Tên của giải thưởng được đặt theo nhà giải trí sinh tại Cardiff, Ivor Novello. Học viện nhạc sĩ, nhà soạn nhạc và tác giả Vương quốc Liên hiệp Anh (BASCA) là đơn vị tổ chức trao giải thường niên tại Luân Đôn kể từ năm 1955 và hơn 1.000 giải đã được trao tặng.
Giải thưởng diễn ra vào tháng 5 và được tài trợ bởi PRS for Music. Giải thưởng được xem là nền tảng chính trong việc công nhận và vinh danh những tài năng sáng tác tại Vương quốc Liên hiệp Anh. Đây cũng là lễ trao giải duy nhất không bị ảnh hưởng bởi cơ quan xuất bản và hãng thu âm, mà chỉ tập trung vào thể loại sáng tác. Phần thưởng là bức tượng điêu khắc Euterpe bằng đồng của nàng Euterpe, là biểu tượng đại diện cho thơ ca.

## Giải thưởng
Giải thưởng đề cử thường niên
- Bài hát có nhạc và lời xuất sắc nhất
- Bài hát đương đại hay nhất
- Giải album
- Nhạc nền phim hay nhất
- Nhạc phim truyền hình hay nhất

Giải thường niên khác
- Nhạc sĩ của năm
- Tác phẩm trình diễn nhiều nhất

Giải khác
- Giải jazz
- Giải nhạc cổ điển
- Giải cảm hứng
- Tuyển tập bài hát nổi bật
- Đóng góp nổi bật cho âm nhạc Anh Quốc
- Thành tựu trọn đời
- Giải quốc tế đặc biệt
- BASCA Fellowship
- Giải đĩa đơn dance hay nhất
- Bài hát quốc tế ăn khách của năm
- Thành tựu quốc tế trong sân khấu
- Giải Jimmy Kennedy
- Đĩa đơn Anh Quốc bán chạy nhất
- Âm nhạc trong phát thanh/truyền hình hay nhất
- Giải thưởng sáng tác đặc biệt

## Người thắng giải đặc biệt
- Năm 1964 John Lennon và Paul McCartney giành 4 đề cử giải Ivors, bao gồm 2 đề cử trong cùng một hạng mục (tác giả của hai bài hát tranh giải Đĩa đơn Anh Quốc bán chạy nhất năm 1963) và thắng giải Đóng góp nổi bật cho âm nhạc Anh Quốc.[4]
- Năm 1976 nhạc sĩ Graham Gouldman và Eric Stewart của 10cc thắng 3 giải nhờ thành tựu trong I'm Not In Love.[5]
- Năm 2008 Amy Winehouse giành 3 đề cử giải Ivors, gồm 2 đề cử trong cùng 1 hạng mục (Bài hát có nhạc và lời xuất sắc nhất).[6][7]
- Năm 2010, lần đầu tiên Ivor trao giải cho nhạc nền trò chơi điện tử PS3 Killzone 2, do Joris de Man soạn thảo.[8]